# Médaille Edgeworth-David
Pour les articles homonymes, voir David.
La médaille Edgeworth David est une distinction scientifique décernée chaque année par la Royal Society of New South Wales pour les contributions distinguées d'un jeune scientifique de moins de 35 ans pour des travaux effectués principalement en Australie ou qui ont contribué à l'avancement de la science australienne,,,.
Elle a été décernée pour la première fois en 1949 et porte le nom du géologue pionnier Sir Edgeworth David.

## Lauréats
Source : RSNSW
| Année | Lauréats                                        | Discipline                                     |
| ----- | ----------------------------------------------- | ---------------------------------------------- |
| 1948  | Ronald Gordon Giovanelli E. Ritchie             | Astrophysique Chimie organique                 |
| 1949  | Temple B. Kiely                                 | Pathologie des plantes                         |
| 1950  | Ronald Murray Berndt (en) & Catherine Berndt    | Anthropologie                                  |
| 1951  | John Gatenby Bolton                             | Radio Astronomie                               |
| 1952  | Alan Buchanan Wardrop                           | Botanique                                      |
| 1954  | Eric Stephen Barnes                             | Mathématiques                                  |
| 1955  | Hugh Bryan Spencer Womersley                    | Botanique                                      |
| 1956  | John Maxwell Cowley                             | Physique chimique                              |
| 1957  | John Maxwell Cowley John Paul Wild              | Physique chimique Radio Astronomie             |
| 1958  | Paul Korner (en)                                | Physiologie                                    |
| 1960  | Ronald Drayton Brown (en)                       | Chimie                                         |
| 1961  | Ralph Owen Slatyer (en)                         | Climatologie                                   |
| 1962  | Ray F. Isbell                                   | Géologie                                       |
| 1963  | Neville Horner Fletcher                         | Physique                                       |
| 1964  | Mollie Elizabeth Holman (en)                    | Physiologie                                    |
| 1965  | John L. Dillon                                  | Agro-économie                                  |
| 1966  | Roger Ian Tanner                                | Ingénierie mécanique                           |
| 1967  | David Headley Green William James Peacock (en)  | Géologie Botanique                             |
| 1968  | Robert McCredie May                             | Physique                                       |
| 1969  | Barry W. Ninham                                 | Physique                                       |
| 1970  | Amyand Buckingham                               | Chimie inorganique                             |
| 1971  | William Francis Budd                            | Glaciologie                                    |
| 1972  | Donald Harold Napper J. Stone                   | Physique chimique Physiologie                  |
| 1973  | Charles Barry Osmond                            | Biologie des plantes                           |
| 1974  | Allan Snyder (en)                               | Physique                                       |
| 1975  | F. John Ballard                                 | Biochimie                                      |
| 1976  | Ross Howard Street                              | Mathématiques                                  |
| 1977  | Robert Anthony Antonia                          | Ingénierie mécanique                           |
| 1978  | T.W. Cole Michael G. Clark                      | Astronomie Physiologie                         |
| 1979  | Graham Clifford Goodwin (en)                    | Ingénierie électrique                          |
| 1980  | Michael Anthony Etheridge                       | Géologie                                       |
| 1981  | Martin Andrew Green                             | Physique appliquée                             |
| 1982  | Nhan Phan-Thien                                 | Mécanique                                      |
| 1983  | Denis Wakefield                                 | Immunologie oculaire                           |
| 1984  | Alan James Husband                              | Pathologie                                     |
| 1985  | Simon Charles Gandevia Brian James Morris (en)  | Neurophysiologie clinique Biologie moléculaire |
| 1986  | Leslie David Field Peter Gavin Hall             | Chimie Statistiques                            |
| 1987  | Andrew Cockburn                                 | Zoologie                                       |
| 1988  | Peter Andrew Lay                                | Chimie inorganique                             |
| 1989  | Trevor William Hambley                          | Chimie                                         |
| 1990  | Timothy Fridjof Flannery                        | Taxonomie & Phylogénie – Macropodidea          |
| 1991  | Mark Harvey                                     | Taxonomie – Invertebrés                        |
| 1992  | Peter James Goadsby Keith Alexander Nugent (en) | Neurophysiologie Optique                       |
| 1993  | John Skerritt                                   | Agriculture (Génétique)                        |
| 1994  | Richard Hume Middleton                          | Ingénierie électrique                          |
| 1995  | Anthony Bruce Murphy                            | Physique                                       |
| 1996  | Peter Alexander Robinson                        | Physique                                       |
| 1997  | Albert Zomaya (en)                              | Mathématiques                                  |
| 1998  | Non décernée                                    | Non décernée                                   |
| 1999  | Merlin Crossley (en)                            | Biologie moléculaire                           |
| 2000  | Michael Coon Yoong Lee                          | Zoologie                                       |
| 2001  | Samantha Richardson                             | Evolution                                      |
| 2002  | Marcela Bilek (en)                              | Physique                                       |
| 2003  | Stuart Robert Batten                            | Chimie                                         |
| 2004  | Cameron Kepert                                  | Chimie                                         |
| 2005  | Christopher Barner-Kowollik (en)                | Chimie                                         |
| 2006  | Barry Brook                                     | Sciences environnementales                     |
| 2007  | Stuart Wyithe                                   | Astrophysique                                  |
| 2008  | Adam Micolich                                   | Physique                                       |
| 2009  | Nagarajan Valanoor                              | Science des matériaux                          |
| 2010  | Angela Moles                                    | Botanique                                      |
| 2011  | Trent Woodruff                                  | Pharmacologie                                  |
| 2012  | Joanne Whittaker                                | Géophysique                                    |
| 2013  | David Wilson                                    | Mathématiques et Santé publique                |
| 2014  | Richard Payne                                   | Chimie                                         |
| 2015  | Simon Ho                                        | Biologie et évolution                          |
| 2016  | Muireann Irish (en)                             | Neurosciences                                  |
| 2017  | Angela Nickerson                                | Psychologie                                    |
| 2018  | Elizabeth New (en)                              | Chimie                                         |
| 2019  | Si Ming Man                                     | Immunologie                                    |
| 2020  | Brett Hallam                                    | Photovoltaique                                 |
| 2021  | Lining Arnold Ju                                | Biomécanique                                   |
| 2022  | Tim Doherty                                     | Écologie appliquée (dynamique prédateur-proie) |